# Hassel Island
Hassel Island er en lille ø, der er en del af de Amerikanske Jomfruøer og ligger ud for havnen i Charlotte Amalie på Sankt Thomas. Øen er omkring 550.000 m² stor og har engang været en halvø på Sankt Thomas. Den fik navnet, mens øgruppen var dansk koloni, og øen indgik i familien Hassels gods. Danskerne gravede den kanal, der gjorde halvøen til en ø i 1860 for at lette adgangen for skibe til havnen i Charlotte Amalie.
Øen (halvøen) var besat af briterne under Napoleonskrigene, og de opførte i den periode (omkring 1802) flere befæstninger. Ruinerne af Fort Willoughby er blandt de synlige tegn på dette. I 1840'erne anlagde Sankt Thomas Jernbaneselskab et spor ud i vandet fra øen, Creque Marine Railway, til at få skibe op i tørdok trukket af et damplokomotiv. Den antages at være den ældste af den type konstruktion på den vestlige halvkugle. Sporene ligger stadig på stedet.
Nu er øen i privat eje, og der bor ganske få mennesker der.
18°19′44″N 64°55′59″V / 18.329°N 64.933°V